# ロックアップ (漫画)
『ロックアップ 我等 あかつきプロレス団 』は、猿渡哲也による日本の漫画作品。『グランドジャンプ』（集英社）2012年13号より断続的に掲載された読み切りシリーズ『漂えど沈まず』をベースとし、『グランドジャンプ』2013年13号から2014年21号まで連載。

## あらすじ
貧乏インディープロレス団体「あかつきプロレス」。その社長であるサムソン高木は、長年のレスラー生活で身体がボロボロになりながらも、「人生はプロレス、一発逆転を信じる」の信念にプロレスラーとしてリングに上がる。

## 登場人物

### あかつきプロレス 所属
サムソン高木（サムソンたかき）
“慢心創意の暴君”、“癌ファイター”。主人公。あかつきプロレス社長。本名は高木虎之助。スキンヘッドで額にはデスマッチの傷跡、ヒゲを蓄えており、コスチュームなどの風貌は実在のプロレスラー武藤敬司に酷似している。プロレスへの愛に溢れており、天才的な受け身の技術を持つ。異名の通り末期の前立腺癌のほか、長年の試合の無茶がたたり身体中に故障を抱えている。また、団体の運営による多額の借金があり絶体絶命の状態だが、決して弱音は吐かず「大丈夫だ。心配するな」と周りを元気付ける。
大空ウミ（おおぞら ウミ）
“バトル・シンデレラ”。女性レスラーで本名は蒼井ウミ。サムソンの娘。美人なためファンクラブが出来るほどの人気がある。母親はサムソンと離婚後にウミが中学生の時に死去している。ウミは自分達を捨てたサムソンを恨んでいたが、今は怨讐を乗り越え良き理解者となっている。最終話ではあかつきプロレスの社長になっている。
シーマンダー
“メガ豚（トン）ファイター”。本名は島田（しまだ）。角界出身で200キログラム近い巨漢の持ち主。
ゲス クズオ
“究極クズ マシーン”。異名に反して、サムソンが和田にセメントを仕掛けられた際に彼の身を案じる仲間想いな面を持つ。
バーバリアン松井（バーバリアンまつい）
サムソンに憧れるプロレスラー。タクシーに轢かれ肋骨が折れたまま試合を行うタフネスを持つ。
長嶋イチロー（ながしまイチロー）
“千の技を持つ男”。みんなから「イチさん」と呼ばれている。

### GJプロレス
後藤（ごとう）
GJプロレス社長。高木とは古い付き合い。
和田アキ男（わだ アキお）
総合格闘技出身。業界一の嫌われ者と呼ばれている。

### 新世紀プロレス
如月翔（きさらぎ しょう）
“美し過ぎる野蛮人”。端正な容姿とキレのある技から圧倒的な人気を誇る美形レスラー。かつてサムソンが新世紀プロレスにヒールレスラーとして所属していた際、手荒いかわいがりを受けその結果サムソンを包丁で刺した。一方で本人は今もサムソンへの感謝を忘れていない。
パンサー山田
高い受け身の技術とタフネスを誇る新鋭レスラー。如月に手荒いかわいがりに耐えかねあかつきプロレスへの転入を決意し、サムソンの元へおとずれる。
有明（ありあけ）
新世紀プロレスの本部長。かつてビッグ・サモアンとしてリングに上がっていた。サムソンには如月やパンサーの件で恩義を感じている。

## 単行本
- 猿渡哲也 『ロックアップ』 集英社〈ヤングジャンプ・コミックス〉、全4巻
  1. 2013年11月19日発売 ISBN 978-4-08-879713-7
  2. 2014年4月18日発売 ISBN 978-4-08-879813-4
  3. 2014年8月20日発売 ISBN 978-4-08-879891-2
  4. 2014年11月19日発売 ISBN 978-4-08-890043-8